# Castell d'Armadale

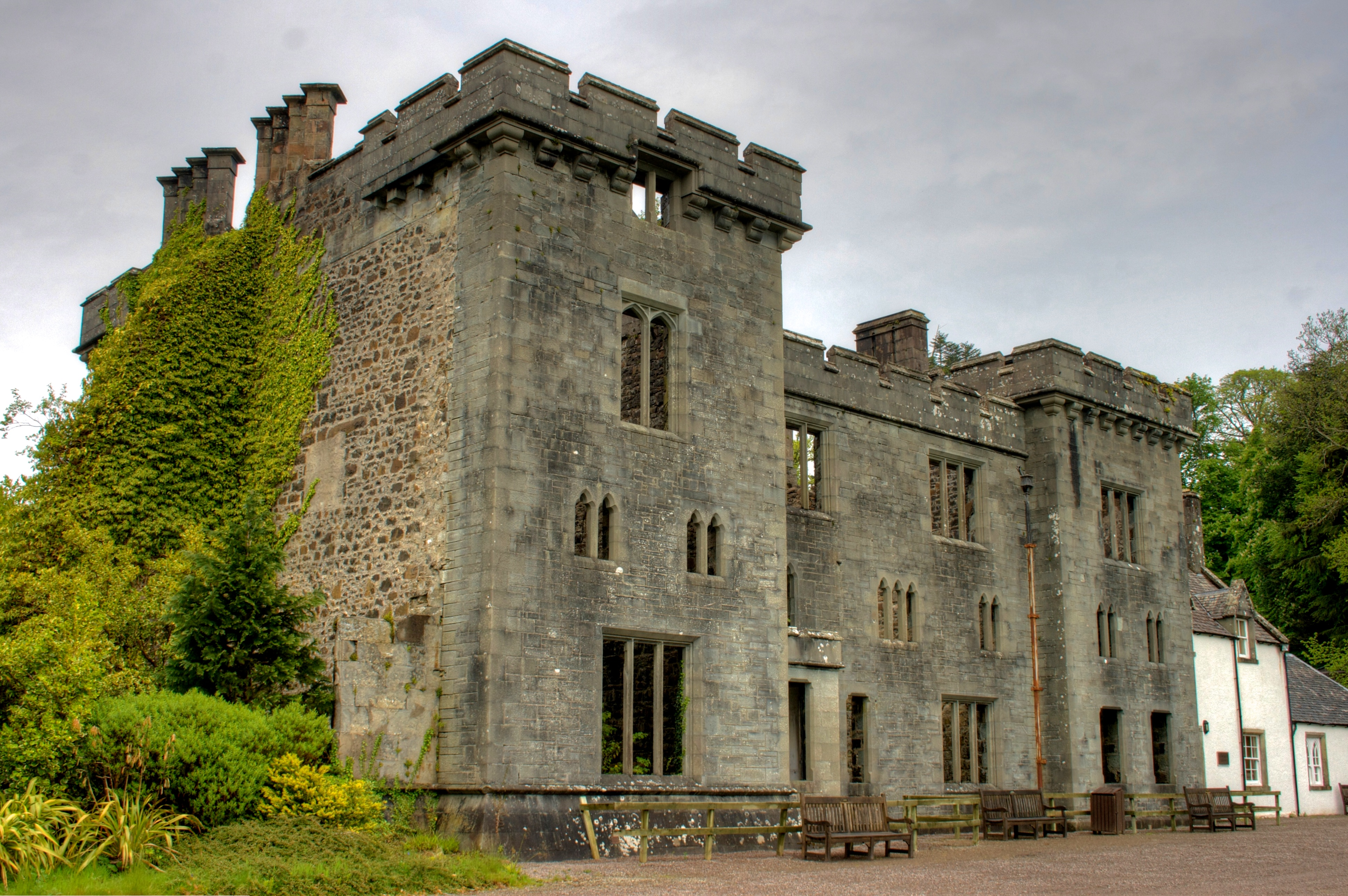
El castell d'Armadale.

El Castell d'Armadale (en anglès, Armadale Castle) és una casa de camp en ruïnes a Armadale, a l'illa de Skye, anterior residència dels clan McDonald.
Primer es va construir una mansió al voltant de l'any 1790. L'any 1815, a un costat de la casa, es va edificar un edifici amb aspecte de castell en Scottish baronial style (estil arquitectònic escocès originari del segle XVI), sense funcions defensives, dissenyat per James Gillespie Graham.
Després de l'any 1855, la part de la casa destruïda pel foc va ser reemplaçada per un ala central, dissenyada per David Bryce. Des de 1925 el castell, abandonat per la família MacDonald, ha quedat en ruïnes.
Els jardins al voltant del mateix s'han conservat i actualment són la seu del Clan Donald Centre, que administra el Museu de les Illes.